# Sonorai Köztársaság
A Sonorai Köztársaság vagy másként Sonorai és Alsó-Kaliforniai Köztársaság William Walker amerikai kalandor magánköztársaságaként létrejött de facto állam, amely a Kaliforniai-félszigeten és a mexikói Sonora területén állt fenn 1854-ben.

## Előzmények
Walker már évekkel korábban, amikor a kaliforniai aranyláz hírére az országba érkezett, dédelgetett álmokat mexikói területek meghódításáról. Walker célja eredetileg is Sonora elfoglalása volt, erre kapott is támogatást üzletemberektől és ültetvényesektől, akik szűzföldet és szabad befolyási területet kerestek maguknak. Walker úgy gondolta, hogyha az Egyesült Államokat is rávenné a beavatkozásra, akkor Sonora is elszakadhat Mexikótól, ahogyan Felső-Kalifornia, Arizona, Új-Mexikó és Texas is.
1853-ban Walker olyan kéréssel kereste meg a mexikói hatóságokat, hogy az amerikaiak erődöt szeretnének létrehozni Guaymasnál, amivel védenék a területeket az őslakosok támadásaitól. A mexikóiak elutasították a kérvényt, mire Walker Tennesseeből és Kentuckyból félszáz zsoldost toborzott össze, akiket földszerzés lehetőségével is kecsegtetett. A terve az volt, hogy Texashoz hasonlóan csatolja el Sonorát Mexikótól. Ez a csapat megkísérelte bevenni Guaymast. Egy évvel korábban francia zsoldosok és telepesek ugyanitt megpróbálták létrehozni saját államukat, de a mexikóiak legyőzték őket, s éppúgy Walker kalandját sem kísérte szerencse.
Walker viszont nem adta fel, sőt improvizált és embereit áthajóztatta Alsó-Kaliforniába, amely gyéren lakott volt és a mexikóiak nem védték annyira, mint Sonorát. A jenkik bevették La Paz városát és elfogták a kormányzót, Rafael Espinosát is, de nem tudták a teljes várost ellenőrzésük alá vonni és a felhívások ellenére a spanyolajkú lakosság is ellenséges maradt az amerikaiakhoz. Ezért Walker hamar áttette főhadiszállását az északra fekvő Ensenadába, lévén legfőbb célja továbbra is Sonora elfoglalása volt, jóllehet La Pazban kikiáltotta az Alsó-Kaliforniai Köztársaságot és próbált törvényesnek látszani.

## Sonora „függetlenítése”
Walker a demokráciára és a mexikóiak „zsarnokoskodásaira” hivatkozva segítséget kért az Államoktól. Bár vagy 253 önkéntes (idealisták, szerencsevadászok) csatlakoztak hozzá, s támogatói, mint a befolyásos Vanderbiltek lobbiztak Washingtonnál Sonora elcsatolása mellett, de az Államoknak esze ágában sem volt felújítani a háborút Mexikóval.
Walker csapata 1854 elején betört Ensenadából Sonorába és megvetették a lábukat az államban, noha jelentős területet nem foglaltak el. Ennek ellenére Walker és egy bizonyos Watkins nevű zsoldos, akit még La Pazban tett meg alelnökének, január 10-én bejelentették a Sonorai Köztársaság megalakulását, ami egyesült a tavaly meghirdetett Alsó-Kaliforniai Köztársasággal. Az új állam székhelye továbbra is az alsó-kaliforniai La Pazban volt hivatalosan, noha már Walker nem ellenőrizte a területet. Az állam a Louisianában hatályos törvényeket vezette be és engedélyezte a rabszolgaságot területén.
Walker serege amellett, hogy kislétszámú volt, gyengébben is volt felszerelve, szemben a reguláris mexikói csapatokkal. Emberei hamar kivonultak Sonorából és visszatértek Alsó-Kaliforniába. Walker Cabo San Lucasban és Ensenádában próbálta megvetni a lábát, s ott bevárni az amerikai hadsereg segítségét, ami viszont nem jött, bár Walker még több mint három hónapig kitartott a félszigeten. Helyzetét nehezítette, hogy anyagi forrásai is megcsappantak, ezért nem volt képes utánpótlást szerezni, emberei szintén elfordultak tőle és népszerűségét is alacsony maradt az amerikai közvélemény előtt, ezért feladni kényszerült Alsó-Kaliforniát is, ezzel a Sonorai és Alsó-Kaliforniai Köztársaság megszűnt.
Kaliforniában az amerikai hatóságok eljárást is indítottak ellene a privát háború kezdeményezése miatt. Walker James Monroe elvére hivatkozott, hogy az amerikaiak hivatottak kiterjeszteni uralmukat az egész Újvilágra, illetve hivatkozott a fehér ember felsőbbrendűségére is, amivel megnyerte a rabszolgatartó déliek rokonszenvét, így a bíróság felmentette őt.
Walker államainak megszűnésével Sonorában még nem múlt el a veszélye a kalandor invázióknak. 1857-ben Henry Crabb, az őslakosok támogatásában bízva hasonló expedíciót vezetett Sonorába, ám a mexikói katonaság Caborca falu mellett lemészárolta a betolakodókat.
Walker sem adta fel elképzeléseit, de ezúttal távolabb, Közép-Amerikában próbált szerencsét és Nicaraguában átvette a hatalmat 1856-ban, de néhány hónap leforgása alatt ott is elmozdították. Walkert 1860-ban Hondurasban kivégezték.

## Lásd még
- Sonorai Francia Állam